# Sportjahr 1882
Liste der Sportjahre

◄◄ | ◄ | 1878 | 1879 | 1880 | 1881 | Sportjahr 1882 | 1883 | 1884 | 1885 | 1886 | ► | ►►

Weitere Ereignisse

## Ereignisse

### Baseball
- Die St. Louis Brown Stockings werden gegründet.

### Cricket
- 28./29. August: England verliert gegen Australien erstmals ein Test Match zu Hause. Der glossenartige Nachruf in der Sporting Times begründet die Ashes, einen der ältesten Länderkämpfe der Sportgeschichte.

### Fußball
- 18. Februar: Irland verliert sein erstes Länderspiel gegen England mit 0:13. Nach England, Schottland und Wales ist Irland die vierte Nationalmannschaft im Fußball.
- 15. März: Die Old Etonians besiegen die Blackburn Rovers im FA Cup Finale im Londoner Oval mit 1:0.
- 1. April: Queen’s Park besiegt Dumbarton 4:1 im schottischen Cup Finale. Der erste Spiel endete 2:2.
- In Tottenham gründen Mitglieder des Hotspur Cricket Club den Hotspur FC, den späteren Tottenham Hotspur F.C.
- Das Sportstadion Ewood Park wird errichtet.
- Der Londoner Fußballclub Corinthian FC wird gegründet, der laut seiner Satzung nur Freundschaftsspiele absolvieren darf.
- In Belfast wird der protestantische Glentoran FC gegründet.

### Golf
- Bob Ferguson gewinnt zum dritten Mal hintereinander die Open Championship im schottischen St. Andrews

### Jiu-Jitsu

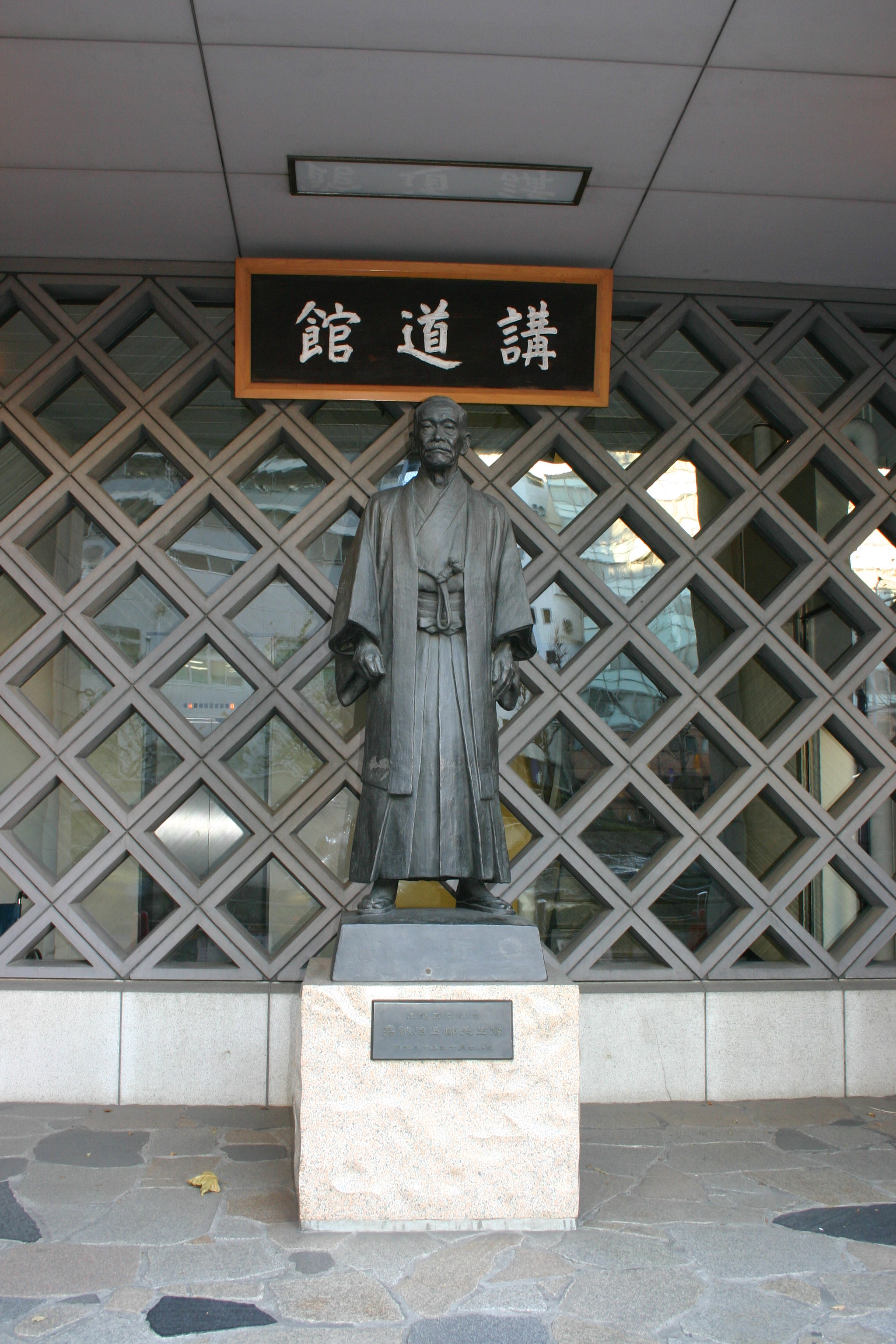
Kanō-Jigorō-Statue vor der Schule

- Kanō Jigorō gründet eine eigene Sportschule für Jiu-Jitsu, das Kōdōkan, und entwickelt in den nächsten beiden Jahren die Sportart Judo.

### Leichtathletik
- Der deutsche Turnpädagoge Christian Georg Kohlrausch veröffentlicht eine theoretische Abhandlung über den Diskuswurf.

### Rudern
- 1. April: Oxford besiegt Cambridge im Boat Race in 20′12″.

### Segeln
- 23. Juli: Eine eintägige Regatta mit 20 Yachten vor Düsternbrook ist die Geburtsstunde der jährlich abgehaltenen Kieler Woche.

### Tennis
- Im Wimbledonfinale siegt der Brite William Renshaw gegen seinen Zwillingsbruder Ernest Renshaw mit 6–1 2–6 4–6 6–2 6–2.

### Vereinsgründungen
- 20. April: Der Mehrsportverein Racing Club de France wird gegründet.
- 17. September: Der niederländische Eislaufverband wird gegründet.

## Geboren

### Januar
- 01. Januar: Eddy de Neve, niederländischer Fußballspieler († 1943)
- 02. Januar: Fernand Canelle, französischer Fußballspieler († 1951)
- 02. Januar: Benjamin Jones, britischer Radrennfahrer († 1963)
- 07. Januar: Humbert Lundén, schwedischer Segler († 1961)
- 07. Januar: Charles Mayer, US-amerikanischer Boxer († 1972)
- 14. Januar: Johnson Parker-Smith, britischer Lacrossespieler († 1926)
- 17. Januar: Joris van den Bergh, niederländischer Sportreporter und Buchautor († 1953)
- 19. Januar: Pierre Allemane, französischer Fußballspieler († 1956)
- 21. Januar: Francis Gailey, australisch-US-amerikanischer Schwimmer († 1972)
- 24. Januar: Ödön Bodor, ungarischer Mittelstreckenläufer, Sprinter und Fußballspieler († 1927)
- 25. Januar: Conrad Christensen, norwegischer Turner († 1950)
- 25. Januar: Fernand Feyaerts, belgischer Schwimmer und Wasserballspieler († 1927)
- 26. Januar: André Rischmann, französischer Rugbyspieler († 1955)
- 31. Januar: George Bonhag, US-amerikanischer Leichtathlet († 1960)

### Februar
- 01. Februar: Sofie Castenschiold, dänische Tennisspielerin († 1979)
- 02. Februar: Knut Lindberg, schwedischer Leichtathlet († 1961)
- 02. Februar: Leon Meredith, englischer Radrennfahrer und Rollschuhläufer († 1930)
- 05. Februar: Louis Wagner, französischer Automobilrennfahrer († 1960)
- 06. Februar: Walter Jakobsson, finnischer Eiskunstläufer († 1957)
- 08. Februar: Frank Kehoe, US-amerikanischer Wasserspringer, Schwimmer und Wasserballspieler († 1949)
- 09. Februar: Arthur Duray, französisch-US-amerikanischer Automobilrennfahrer († 1954)
- 11. Februar: Georges Guiot, französischer Turner († 1950)
- 15. Februar: Charles Jacobs, US-amerikanischer Stabhochspringer († 1945)
- 19. Februar: Frank Troeh, US-amerikanischer Sportschütze († 1968)
- 21. Februar: William Tuttle, US-amerikanischer Schwimmer († 1930)
- 23. Februar: Max Hainle, deutscher Schwimmer († 1924)
- 23. Februar: Jacob Onsrud, norwegischer Sportschütze († 1971)
- 24. Februar: Eugen von Lotzbeck, deutscher Reiter († 1942)

### März
- 05. März: Arthur Hussey, US-amerikanischer Golfspieler († 1915)
- 06. März: Pietro Borsetti, italienischer Turner († 1955)
- 06. März: Gaston Delaplane, französischer Ruderer und Bahnradsportler († 1977)
- 06. März: Charles Moss, britischer Radrennfahrer († 1963)
- 08. März: Dino Urbani, italienischer Fechter († 1958)
- 08. März: Charles de Vendeville, französischer Wasserballspieler und Schwimmer († 1914)
- 12. März: Alfred Goeldel-Bronikowen, deutscher Sportschütze († unbekannt)
- 15. März: James Lightbody, US-amerikanischer Leichtathlet und Olympiasieger († 1953)
- 15. März: Wilhelm Schomburgk, deutscher Fußballspieler und Präsident des deutschen Tennis-Bundes († 1959)
- 17. März: Mark Arie, US-amerikanischer Sportschütze († 1958)
- 17. März: Gustaf Svensson, schwedischer Segler († 1950)
- 20. März: Harold Weber, US-amerikanischer Golfspieler († 1933)
- 21. März: Henri Cohen, belgischer Wasserballspieler († 1931)
- 23. März: Uno Häggman, finnischer Leichtathlet († 1936)
- 26. März: Henri Molinié, französischer Leichtathlet († 1918)
- 27. März: Horace Bonser, US-amerikanischer Sportschütze († 1934)
- 30. März: Doug Stupart, südafrikanischer Leichtathlet († 1951)

### April
- 01. April: Paul Anspach, belgischer Fechter († 1981)
- 02. April: Herman d’Oultremont, belgischer Springreiter († 1943)
- 03. April: Hendrik Scherpenhuijzen, niederländischer Säbelfechter († 1971)
- 04. April: Harold Hardman, englischer Fußballspieler und -funktionär († 1965)
- 04. April: Noud Stempels, niederländischer Fußballspieler († 1970)
- 08. April: Albert Bogen, österreichisch-ungarischer Fechter († 1961)
- 08. April: Pascal Fauvel, französischer Bogenschütze († 1942)
- 08. April: François Rom, belgischer Fechter († 1942)
- 14. April: Rudolf Watzl, österreichischer Ringer in der Leichtgewichtsklasse († 1915)
- 14. April: Wilhelm Wernicke, deutscher Sportfunktionär († 1967)
- 17. April: William Murray, australischer Leichtathlet († 1977)
- 19. April: William Palmer, britischer Geher († 1967)
- 20. April: Harry Rosenswärd, schwedischer Segler († 1955)
- 23. April: John Sewell, britischer Tauzieher († 1947)
- 24. April: Axel Jansson, schwedischer Sportschütze († 1909)
- 26. April: John George, britischer Leichtathlet († 1962)
- 28. April: Giannetto Termanini, italienischer Turner († 1959)
- 29. April: Tom Richards, australischer Rugbyspieler († 1935)

### Mai
- 05. Mai: Carl Alfred Pedersen, norwegischer Turner und Leichtathlet († 1960)
- 05. Mai: Maurice Peeters, niederländischer Radrennfahrer († 1957)
- 10. Mai: Donatien Bouché, französischer Segler († 1965)
- 14. Mai: Jim Giraud, französischer Athlet († 1969)
- 16. Mai: Simeon Price, US-amerikanischer Golfspieler († 1945)
- 23. Mai: William Halpenny, kanadischer Stabhochspringer († 1960)
- 25. Mai: Filip Ericsson, schwedischer Segler († 1951)
- 29. Mai: Jan Schoemaker, niederländischer Fußballspieler († 1954)
- 30. Mai: Wyndham Halswelle, britischer Leichtathlet und Olympiasieger († 1915)
- 30. Mai: George van Rossem, niederländischer Fechter und Sportfunktionär († 1955)
- 31. Mai: Willy de l’Arbre, belgischer Segler († 1952)
- 31. Mai: Friedrich Uhl, deutscher Hockeyspieler († 1953)

### Juni
- 01. Juni: Robert Schöffthaler, österreichischer Sprinter und Hürdenläufer († 1967)
- 05. Juni: Franz Hörner, deutscher Automobilrennfahrer († 1944)
- 06. Juni: Friedrich Meuring, niederländischer Schwimmer († 1973)
- 09. Juni: Bobby Kerr, kanadischer Leichtathlet, Olympiasieger und späterer Sportfunktionär († 1963)
- 11. Juni: Colin Lewis, britischer Schwimmer († 1962)
- 12. Juni: Gustaf Grönberger, schwedischer Tauzieher († 1972)
- 13. Juni: Albert Bosquet, belgischer Sportschütze († unbekannt)
- 15. Juni: Karl Kaltenbach, deutscher Leichtathlet († 1950)
- 17. Juni: Ronald Rawson, britischer Boxer († 1952)
- 18. Juni: Richard Johansson, schwedischer Eiskunstläufer († 1952)
- 20. Juni: Émile Demangel, französischer Bahnradsportler († 1968)
- 20. Juni: Daniel Sawyer, US-amerikanischer Golfspieler († 1937)
- 21. Juni: Arie de Jong, niederländischer Fechter († 1966)
- 22. Juni: Jacques Thubé, französischer Segler († 1969)
- 24. Juni: Carl Diem, deutscher Sportfunktionär und -wissenschaftler († 1962)
- 24. Juni: Otto Noll, österreichischer Fußballspieler († 1922)
- 24. Juni: Oscar Schwab, schweizerisch-US-amerikanischer Bahnradsportler († 1955)
- 26. Juni: Daniel Kehr, französischer Turner († 1948)
- 29. Juni: Henry Hawtrey, britischer Leichtathlet († 1961)
- 30. Juni: Heinrich Riso, deutscher Fußballspieler († nach 1909)
- 000Juni: John Guiney, US-amerikanischer Kugelstoßer († 1912)

### Juli
- 03. Juli: Ernest Loney, britischer Mittelstrecken- und Crossläufer († 1951)
- 03. Juli: Dirk Lotsy, niederländischer Fußballspieler († 1965)
- 05. Juli: Eric Thornton, britisch-belgischer Fußballtorhüter († 1945)
- 10. Juli: Henri Anspach, belgischer Fechter († 1979)
- 12. Juli: Péter Tóth, ungarischer Fechter († 1967)
- 14. Juli: Teddy Billington, US-amerikanischer Radrennfahrer († 1966)
- 16. Juli: Alfons Brehm, deutscher Hockeyspieler († 1968)
- 17. Juli: Oswald Holmberg, schwedischer Turner und Tauzieher († 1969)
- 21. Juli: Dario Barbosa, brasilianischer Sportschütze († 1965)
- 25. Juli: Max Bröske, deutscher Ruderer († 1915)
- 26. Juli: Verner Weckman, finnischer Ringer († 1968)

### August
- 02. August: Otto Roehm, kanadisch-US-amerikanischer Ringer († 1958)
- 04. August: Frederick Moloney, US-amerikanischer Leichtathlet († 1941)
- 05. August: Trygve Schjøtt, norwegischer Segler († 1960)
- 06. August: William MacKune, britischer Turner († 1955)
- 10. August: Wouter Brouwer, niederländischer Fechter († 1961)
- 10. August: George Varnell, US-amerikanischer Hürdenläufer († 1967)
- 11. August: Walter Streule, Schweizer Fußballspieler und -funktionär († unbekannt)
- 13. August: Rolf Lefdahl, norwegischer Turner († 1965)
- 16. August: Peter Gordon, kanadischer Segler († 1975)
- 16. August: Désiré Mérchez, französischer Schwimmer und Wasserballspieler († 1968)
- 16. August: Josef Merkle, deutscher Ringer († 1952)
- 18. August: Herman Groman, US-amerikanischer Leichtathlet († 1954)
- 19. August: Oscar Geier, Schweizer Bobfahrer († 1942)
- 22. August: Themistoklis Diakidis, griechischer Hochspringer († 1944)
- 24. August: Jaroslav Tuček, böhmisch-tschechoslowakischer Fechter († unbekannt)
- 27. August: Enrico Pasteur, italienischer Fußballspieler, -trainer und -schiedsrichter sowie Wasserballspieler und -schiedsrichter († 1958)
- 27. August: André Roffi, französischer Marathonläufer († 1948)
- 29. August: Peter Günther, deutscher Radrennfahrer († 1918)
- 31. August: Harry Porter, US-amerikanischer Hochspringer († 1965)

### September
- 01. September: Juho Jaakonaho, finnischer Radrennfahrer († 1964)
- 02. September: Paul Isberg, schwedischer Segler († 1955)
- 03. September: Johnny Douglas, englischer Cricketspieler und Boxer († 1930)
- 06. September: Paul Fischer, deutscher Fußballspieler († 1942)
- 06. September: William Passmore, US-amerikanischer Lacrossespieler († 1955)
- 11. September: Emil Rausch, deutscher Schwimmer († 1954)
- 12. September: Sven Forssman, schwedischer Turner († 1919)
- 12. September: Mığır Mığıryan, osmanischer Leichtathlet und Olympionike († nach 1912)
- 12. September: Peder Pedersen, dänischer Fußballspieler († 1966)
- 13. September: Jean Mondielli, französischer Pentathlet und Säbelfechter († 1955)
- 13. September: József Ónody, ungarischer Schwimmer († 1957)
- 15. September: Robert Fowler, US-amerikanischer Langstreckenläufer († 1957)
- 20. September: Ossip Bernstein, französischer Schachspieler († 1962)
- 24. September: Max Décugis, französischer Tennisspieler († 1978)
- 24. September: Paul Hauenschild, deutscher Fußballfunktionär († 1962)
- 25. September: Charles Simon, französischer Sportler und Fußballfunktionär († 1915)
- 27. September: Dorothy Greenhough-Smith, britische Eiskunstläuferin († 1965)

### Oktober
- 01. Oktober: Hubert Hubert, französischer Turner († 1914)
- 03. Oktober: George Nevinson, britischer Wasserballspieler († 1963)
- 04. Oktober: Oskar Nørland, dänischer Fußballspieler († 1941)
- 08. Oktober: Harry Sewell, britischer Hindernisläufer († 1953)
- 09. Oktober: Guglielmo Morisetti, italienischer Radrennfahrer († 1967)
- 12. Oktober: Julius Wagner, deutsch-schweizerischer Leichtathlet († 1952)
- 15. Oktober: Leslie Burton, britischer Hürdenläufer († 1946)
- 16. Oktober: Jimmy Hogan, englischer Fußballspieler und -trainer († 1974)
- 18. Oktober: Lucien Petit-Breton, französischer Radrennfahrer († 1917)
- 22. Oktober: Géza Kiss, ungarischer Schwimmer, Sportfunktionär und -journalist († 1952)
- 22. Oktober: Paul Schulze, deutscher Radrennfahrer († 1918)
- 24. Oktober: Paul Günther, deutscher Wasserspringer († 1959)
- 26. Oktober: John Black, kanadischer Sportschütze († 1924)
- 26. Oktober: Eduard von Lütcken, deutscher Vielseitigkeitsreiter († 1914)
- 29. Oktober: Jenő Fuchs, ungarischer Fechter († 1955)

### November
- 02. November: Oscar Engelstad, norwegischer Turner († 1972)
- 03. November: Clarence Kingsbury, britischer Radrennfahrer († 1949)
- 04. November: Bob Douglas, US-amerikanischer Sportmanager, Gründer der New York Renaissance († 1979)
- 04. November: Frank McGee, kanadischer Eishockeyspieler († 1916)
- 04. November: Conrad Trubenbach, US-amerikanischer Schwimmer und Wasserballspieler († 1961)
- 11. November: Banner Johnstone, britischer Ruderer († 1964)
- 11. November: John Taylor, US-amerikanischer Leichtathlet († 1908)
- 12. November: Marcel Berré, belgischer Fechter († 1957)
- 12. November: Nils Dahl, norwegischer Mittel- und Langstreckenläufer († 1966)
- 16. November: Nils Opdahl, norwegischer Turner († 1951)
- 17. November: Maurice Germot, französischer Tennisspieler († 1958)
- 20. November: Felix Linnemann, deutscher Fußballfunktionär, Präsident des deutschen Fußball-Bundes († 1948)
- 20. November: Mikael Simonsen, dänischer Ruderer († 1950)
- 27. November: William Eaton, US-amerikanischer Sprinter († 1953)
- 30. November: Édouard Mény de Marangue, französischer Tennisspieler († 1960)

### Dezember
- 05. Dezember: William Greggan, britischer Tauzieher († 1976)
- 06. Dezember: Johannes Hansen, dänischer Turner († 1959)
- 10. Dezember: Edmund Minahan, US-amerikanischer Sprinter († 1958)
- 10. Dezember: Louis Wilkins, US-amerikanischer Leichtathlet († 1950)
- 16. Dezember: Olav Bjørnstad, norwegischer Ruderer († 1963)
- 17. Dezember: Axel Sjöblom, schwedischer Turner († 1951)
- 19. Dezember: Joseph Cogels, belgischer Sportschütze († 1954)
- 19. Dezember: Henri Cournollet, französischer Curlingspieler († 1971)
- 19. Dezember: Ralph DePalma, US-amerikanischer Motorrad- und Automobilrennfahrer († 1956)
- 20. Dezember: Max Sailer, deutscher Automobilrennfahrer († 1964)
- 22. Dezember: Hiram Tuttle, US-amerikanischer Dressurreiter († 1956)
- 25. Dezember: Gordon Balfour, kanadischer Ruderer († 1949)
- 27. Dezember: Alexander Rueb, niederländischer Schachfunktionär, Präsident der FIDE († 1959)
- 31. Dezember: Ragnar Svensson, schwedischer Segler († 1959)

### Genaues Datum unbekannt
- Alf Davies, britischer Schwimmer und Wasserballspieler († 1922)
- Daniel Frank, US-amerikanischer Leichtathlet († 1965)
- René Guyot, belgischer Sportschütze († unbekannt)
- Karl Lampelmayer, österreichischer Sprinter, Weit- und Dreispringer († unbekannt)
- William Maddison, britischer Segler († 1924)
- Franz Solar, österreichischer Leichtathlet († unbekannt)
- Josef Wittmann, österreichischer Kugelstoßer, Diskuswerfer, Steinstoßer und Tauzieher († unbekannt)